# متلازمة باراسوناج تيرنر
متلازمة باراسوناج تيرنر (بالإنجليزية: Parsonage–Turner syndrome)‏ تعرف أيضاً باعتلال العضدية الحاد أو التهاب الضفيرة العضدية. ., وهي متلازمة مجهولة السبب. على الرغم من أن تم تحديد العديد من عوامل الخطر المحددة (مثل: عدوى ما بعد العملية الجراحية للضفيرة العضديه، عدوى، في مرحلة ما بعد الصدمة أو ما بعد التطعيم)  ولكن المسببات المرضية لاتزال مجهولة حتى الآن لهذه المتلازمة.
معدل الإصابة بمتلازمة تيرنر هي 1.64 حالة بين كل 100,000 شخص 

## الأعراض
أعراض هذه المتلازمة يمكن أن تبدأ مع الام شديدة في الكتف أو في الذراع تليها الضعف والخدر. ضعف وضمور في العضلات المصابة، وفي الحالات المتقدمة قد يصيب العضلات الشلل.

## وصلات إضافية
- http://www.wheelessonline.com/ortho/parsonage_turner_syndrome
- http://www.umcn.nl/Informatiefolders/7130-Neuralgic_Amyotrophy__id-i.pdf
- http://brain.oxfordjournals.org/content/129/2/438.full